# 為定本源氏物語系図
為定本源氏物語系図（ためさだほんげんじものがたりけいず）とは、古系図に分類される源氏物語系図の一つ。伝二条為定筆本源氏物語系図（でんにじょうためさだひっぽんげんじものがたりけいず）とよばれることもある。

## 概要
大島雅太郎旧蔵。巻本1巻。極札及び箱において「為定卿筆」（二条為定筆）と記されているため「為定本」の名称で呼ばれている。古系図の中では祖本的地位にあると考えられる九条家本と比べたときに、系譜部分に収録されている人物等に増補の痕跡は認められるものの、いくつかの人物の特徴的な人物表記は九条家本と一致しており代表的な増補本系統の為氏本古系図とは異なっているなど、九条家本に近い特徴を備えているため、池田亀鑑は本古系図を「九条家本系統」に含めている。その後秋香台本や帝塚山大学本といった系譜部分に増補が認められない古系図もいくつかは見いだされたものの、この「為定本」は現在でも増補の痕跡が認められる古系図の中では最も九条家本に近い古系図であると認められている。

### 記載されている人物の呼称
先述の通り、本古系図に見られるいくつかの人物の特徴的な呼称は、以下の表のように九条家本と一致しており為氏本などとは明らかに異なっている。
| 古系図の名称   | 宇治の中君         | 雲居の雁     | 玉鬘     | 明石入道   |
| -------------- | ------------------ | ------------ | -------- | ---------- |
| 九条家本古系図 | 故郷離中君         | 夕霧大将北方 | 夕顔尚侍 | 明石入道   |
| 秋香台本古系図 | ふる郷はなるゝ中君 | 夕霧大将北方 | 夕顔尚侍 | 明石入道   |
| 為定本古系図   | 故郷離中君         | 夕霧大将北方 | 夕顔尚侍 | 明石入道   |
| 為氏本古系図   | 通昔中君           | 三條上       | 玉鬘尚侍 | 入道播磨守 |
| 正嘉本古系図   | 通昔中君           | 三條上       | 玉鬘尚侍 | 入道播磨守 |
| 天文本古系図   | 中君               | 夕霧大将北方 | 玉鬘     | 入道播磨守 |

### 記載されている人物の数
系譜部分に収録されている人物の数は141人である。この系譜部分に収録されている人物の数を様々な古系図について調べ、人数順に並べてみると以下のようになる。
| 名称                     | 収録されている人数 | 備考                                                                   |
| ------------------------ | ------------------ | ---------------------------------------------------------------------- |
| 九条家本古系図           | 117人              | 但し欠損部分を近い系統の古系図で補うと133人から134人であると考えられる |
| 秋香台本古系図           | 133人              |                                                                        |
| 帝塚山短期大学蔵本古系図 | 133人              |                                                                        |
| 吉川本古系図             | 137人              |                                                                        |
| 為定本古系図             | 141人              |                                                                        |
| 国文研本古系図           | 163人              |                                                                        |
| 日本大学蔵本古系図       | 174人              |                                                                        |
| 為氏本古系図             | 177人              |                                                                        |
| 東京大学蔵本古系図       | 178人              |                                                                        |
| 伝清水谷実秋筆本古系図   | 179人              | B本・C本、専修寺秋香台文庫蔵                                           |
| 安養尼本古系図           | 189人              |                                                                        |
| 天文本古系図             | 187人              |                                                                        |
| 源氏物語巨細             | 189人              |                                                                        |
| 鶴見大学本古系図         | 189人              |                                                                        |
| 神宮文庫蔵本古系図       | 191人              |                                                                        |
| 正嘉本古系図             | 210人から214人     | 但し東海大学蔵本の現存部分のみだと202人                                |
| 学習院大学蔵本古系図     | 215人              |                                                                        |
| 伝後光厳院筆本古系図     | 235人              |                                                                        |

この人数を常磐井和子が唱えた系図に収録されている系譜部分の人数が少ないほど古く原型に近いものである」とする法則に当てはめると、この為定本系図は九条家本系統の完本である秋香台本古系図や帝塚山大学本の133人よりは多いものの、増補本系統の古系図である為氏本の177人よりははるかに少ない人数であり、九条家本に次ぐ原初的な形態を残す古系図にあたるということになる。